# 稲沢警察署
稲沢警察署（いなざわけいさつしょ）は、愛知県警察が管轄する警察署の一つである。

## 所在地
- 愛知県稲沢市朝府町15番5号

## 管轄区域
- 稲沢市
  - 合併前、旧中島郡祖父江町は一宮警察署の管轄であった（合併と同時に本署に移管）。

## 沿革
- 1876年（明治9年）10月 - 中島郡稲葉村（稲沢市稲沢町内）の民家を借り上げ、警察第二方面一宮出張所第二分署が設置される[1]。
- 1877年（明治10年）2月22日 - 一宮警察署稲葉分署と改称される[1]。
- 1885年（明治18年）3月18日 - 中島郡稲葉村（稲沢市稲沢町砂山1872番地）に税と義捐金をあわせて二階建ての庁舎が新設される[1]。
- 1891年（明治24年） - 濃尾地震により、庁舎が倒壊[1]。
- 1892年（明治25年） - 平屋建てに改築[2]。
- 1926年（大正15年）6月30日 - 一宮警察署より独立し、稲沢警察署となる[2]。このときの所轄は稲沢町・明治村・千代田村・大里村であった[2]。
- 1939年（昭和14年）3月 - 中島郡稲沢町道光1番地に新庁舎が完成[2]。
- 1948年（昭和23年）3月7日 - 自治体警察として稲沢町警察署が新設される[2]。従来、稲沢警察署の所轄であった明治村・千代田村・大里村については、国家地方警察中島地区警察稲沢警部補派出所の管轄に移された[2]。同派出所は稲沢町警察署庁舎を共同使用した[2]。
- 1951年（昭和26年）10月1日 - 警察法一部改正に伴い、稲沢町警察署が廃止され、国家地方警察中島南地区警察署となった[2]。
- 1954年（昭和29年）7月1日 - 警察法改正に伴い、愛知県稲沢警察署となる[2]。
- 1957年（昭和32年）4月1日 - 明治村・千代田村・大里村がそれぞれ稲沢町と合併したことで、所轄が稲沢町全域のみとなった（翌年11月1日、市制施行により稲沢市全域）[2]。
- 1972年（昭和47年）8月 - 稲沢市朝府町に新庁舎完成[2]。

## 組織
- 警務課
  - 警務係
  - 住民サービス係
  - 留置管理係
- 会計課
  - 会計係
- 生活安全課
  - 生活安全係
  - 少年係
  - 保安係
- 地域課
  - 地域総務係
  - 地域(第一係～第三係)
- 刑事課
  - 刑事総務係
  - 強行係
  - 盗犯係
  - 鑑識係
  - 知能暴力薬物係
- 交通課
  - 交通総務係
  - 指導取締係
  - 事故捜査係
- 警備課
  - 警備係

## 幹部交番
（ ）の中は所在地
- 祖父江幹部交番（稲沢市祖父江町祖父江居中190番地3）北緯35度15分20.9秒 東経136度43分6.8秒 / 北緯35.255806度 東経136.718556度

## 交番
（ ）の中は所在地
- 国府宮交番（稲沢市国府宮二丁目6番3号）北緯35度15分12.5秒 東経136度48分12.2秒 / 北緯35.253472度 東経136.803389度
- 稲沢駅前交番（稲沢市駅前二丁目22番18号）北緯35度15分2.8秒 東経136度49分17.9秒 / 北緯35.250778度 東経136.821639度
- 下津交番（稲沢市下津片町230番7）北緯35度15分27.7秒 東経136度49分29.2秒 / 北緯35.257694度 東経136.824778度
- 大里交番（稲沢市奥田町三十番神7137番地1）北緯35度13分33.7秒 東経136度49分6.9秒 / 北緯35.226028度 東経136.818583度
- 平和交番（稲沢市平和町中三宅宮南47番地4）北緯35度13分1.7秒 東経136度45分4.1秒 / 北緯35.217139度 東経136.751139度
- 稲沢公園前交番（稲沢市稲沢町下田41番地）北緯35度14分57.5秒 東経136度47分10.4秒 / 北緯35.249306度 東経136.786222度

## 駐在所
（ ）の中は所在地
- 清水駐在所（稲沢市清水八神町39番地）北緯35度15分22.1秒 東経136度45分34.6秒 / 北緯35.256139度 東経136.759611度
- 矢合駐在所（稲沢市矢合町三島前2688番地2）北緯35度14分28.2秒 東経136度46分24.7秒 / 北緯35.241167度 東経136.773528度
- 福島駐在所（稲沢市福島町中浦41番地）北緯35度13分16秒 東経136度46分33.8秒 / 北緯35.22111度 東経136.776056度
- 今村駐在所（稲沢市今村町溝口前488番地3）北緯35度13分0秒 東経136度45分38.5秒 / 北緯35.21667度 東経136.760694度
- 片原一色駐在所（稲沢市一色中屋敷町124番地）北緯35度14分35.6秒 東経136度44分50.3秒 / 北緯35.243222度 東経136.747306度